# Dickie Thompson
James Edward „Dickie“ Thompson (* 13. Dezember 1917 in Jersey City, New Jersey; † 22. Februar 2007 in Tucson, Arizona) war ein US-amerikanischer Rhythm-and-Blues- und Jazzmusiker (Gitarre, Gesang) und Songwriter.
Thompson lernte mit 15 Jahren Gitarrenspiel; stilistisch war er von dem Jazzgitarristen Bill Jennings beeinflusst. 1945 spielte er mit seiner Studioband Dickie Thompson & His Blue Five – bestehend aus John Hardee (ts), Teddy Brannon (p), Franklin Skeete (kb) und Gene Groves (dr) vier Titel für das kleine Label Signature Records ein, darunter die Blues-Nummer „Hand in Hand Blues“. In den folgenden Jahren arbeitete er in New York u. a. mit Doles Dickens und Dinah Washington; 1949 entstanden weitere Titel wie „Gambler’s Blues“ und „Jailhouse Blues“, 1951 in erweiterter Besetzung (Dickie Thompson & His Orchestra, mit Taft Jordan, Tyree Glenn, Buddy Tate, Cecil Payne, Joe Black, Aaron Bell und Jimmy Crawford) zwei Titel für Decca Records („What’s the Reason (I’m Not Pleasin’ You)“/„Whiskey and Gin“).
Thompson nahm mit eigenem Ensemble (mit Budd Johnson, Mickey Baker, Sticks Evans) die R&B-orientierte Eigenkomposition „Thirteen Women and One Man“ (1954) auf, eine Nummer, die u. a. von Bill Haley als „Thirteen Women (And Only One Man in Town)“ gecovert wurde, ursprünglich die A-Seite seines späteren Hits „Rock Around the Clock“, was Thompson lebenslang Tantiemen sicherte. 1958 spielte er mit Cozy Cole (Cozy’s Caravan/Earl’s Backroom); im selben Jahr trat er u. a. mit Jazzgrößen wie Pee Wee Russell, Coleman Hawkins und Lester Young bei Art Ford’s Jazz Party auf. 1959 legte er die Rock’n’Roll-orientierte Single „Real Zan-Zee“ vor. Ab 1965 bis Mitte der 1980er-Jahre spielte er mit Wild Bill Davis, zu hören auf dessen Alben Free, Frantic and Funky (1965) und Live at Count Basie’s (1966). Im Bereich des Jazz war er zwischen 1945 und 1986 an 29 Aufnahmesessions beteiligt.